# Castel Caldes
Castel Caldes è un castello medievale che si trova nel comune di Caldes in provincia di Trento.

## Storia

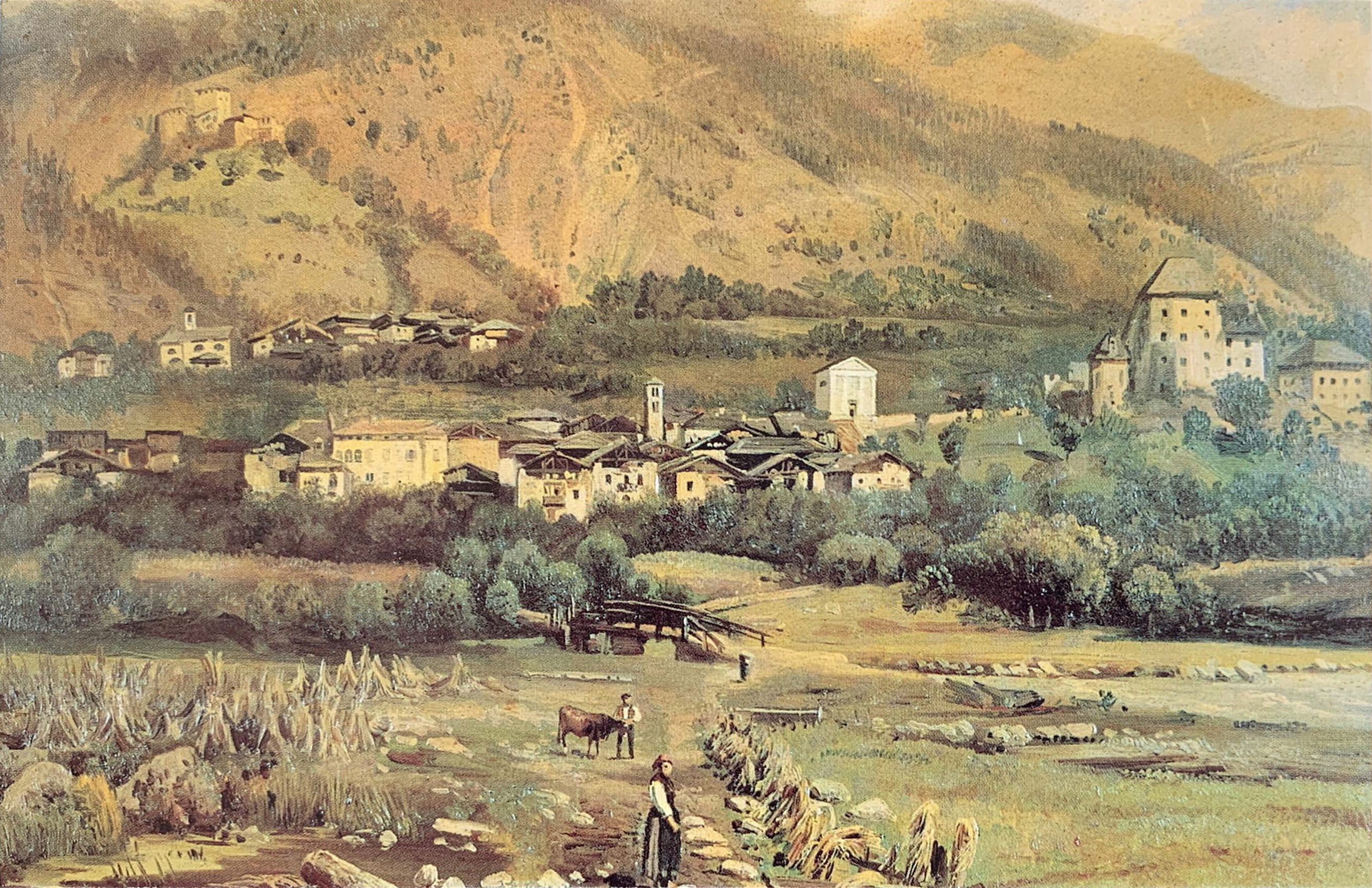
Il Castel Caldes nell'opera Veduta di Caldes di Giovanni Battista Ferrari

Fu costruito tra il 1230 e il 1235 nelle forme di una casatorre da Rambaldo ed Arnoldo da Cagnò che erano riusciti a ottenerne la concessione dal principe vescovo di Trento Gerardo. Era utilizzato insieme alla sovrastante Rocca di Samoclevo per il controllo dei traffici commerciali della Val di Sole.
Nel 1464 passò per donazione alla famiglia Thun che lo fece restaurare profondamente, aggiungendo ulteriori edifici che gli hanno conferito l'aspetto attuale.
Ulteriori lavori di restauro e ampliamento furono eseguiti nel XVI secolo con l'aggiunta di cicli decorativi in varie sale e la costruzione dell'attuale cappella del castello, dedicata alla Beata Vergine Maria e affrescata dal veronese Giovanni Cinquetti tra il 1670 e il 1675.
Nel '800 il castello fu ceduto a una famiglia locale mentre nel XX secolo divenne di proprietà della provincia autonoma di Trento. Tra il 2010 e il 2014 è stato oggetto di un profondo restauro e sarà destinato ad ospitare eventi culturali e mostre.

## Struttura

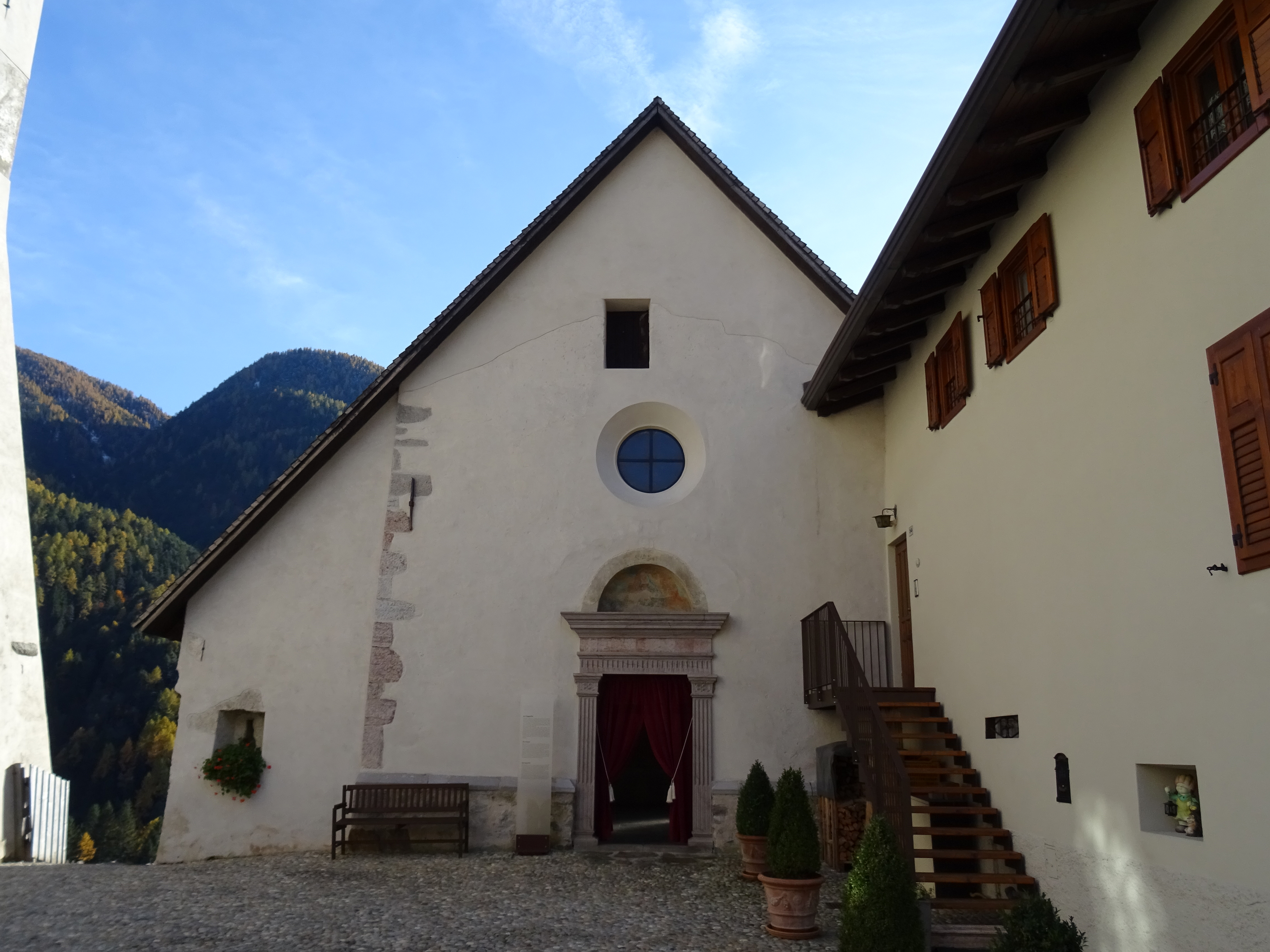
La cappella del castello, ora sconsacrata

Il castello è posto su un piccolo dosso proprio all'ingresso del paese di Caldes. La sua struttura è incentrata attorno al nucleo originale costituito dalla torre a cinque piani con tetto a doppia falda. Addossati a questa nel corso dei secoli sono stati costruiti gli altri edifici residenziali e la torretta con la scala a chiocciola. La cappella del castello è invece esterna agli edifici anche se comunque all'interno del muro che lo circonda.

## La leggenda di Olinda
Nella torre del castello è presente una sala completamente affrescata chiamata la prigione di Olinda. Secondo la leggenda la contessina Marianna Elisabetta Thun vi fu rinchiusa da suo padre Redemondo per impedire il matrimonio con Arunte, menestrello di corte, di cui si era innamorata. La contessina vi morì per amore e si dice che gli affreschi siano opera sua.